# 都築博志
都築 博志（つづき ひろし、1976年10月12日 - ）は、日本の実業家であり、株式会社グリーンイノベーションズホールディングスの創業者。エンジェル投資家。

## 略歴
大阪府出身、摂津高等学校出身。卒業後に運送会社へ入社、退社後は、たこ焼き屋、俳優、などを経験する。
2000年に家業であった電器店に入社。
2002年に省エネ製品事業部を独立させ、近畿電気サービス(現、株式会社グリーンイノベーションズホールディングス) を設立。
2020年にエンジェル投資家として活動を開始。世界学生起業家コンテスト運営員、EOイノベーションプログラム運営委員としても活動。

## 経歴
2000年 伊予電器 入社
2002年 (有)近畿電気サービス設立
2012年 EO加盟(2014～2017年 理事就任)
2020年 エンジェル投資家チャンネル開始

## 人物
趣味はトライアスロン、ゴルフ。親の借金4,000万円を返済するために家業に参加し、年商70億円企業へと成長させる。(現在、借金は返済済み）

## メディア出演
- 2015年 10月13日 リフォーム産業新聞「ワンストップショップの多店舗化」[8]

## 著書
- 24才、時給750円の私がベンチャー経営で劇的成長できた理由(2007年5月 アスカエフプロダクツ) ISBN 978-4-7569-1087-5
- オール電化の教科書 環境保護に貢献しながら安全と節約を手に入れる方法(2008年4月 CEOBOOKS) ISBN 978-4-86318-004-8
- 環境問題に取り組む起業家精神 アントニオ猪木VS都築博志 (2008年7月 起業家大学出版) ISBN 978-4-86318-006-2
- 都築博志の量販店に負けない営業の仕組みづくりCD・DVD(2009年 日本経営合理化協会)[9]